# Veterinární univerzita Brno
Veterinární univerzita Brno (zkratka VETUNI) je veřejná vysoká škola v Brně. Byla založena 12. prosince 1918 jako Vysoká škola zvěrolékařská a jejím prvním rektorem byl Edward Babák. Škola sídlí v brněnské čtvrti Královo Pole.
Jedná se o univerzitu přírodovědeckého zaměření, která vychovává odborníky ve veterinární oblasti. V celkovém hodnocení univerzit Šanghajského žebříčku není univerzita uvedena, v oblasti veterinárních věd figuruje k roku 2017 na 151.–200. místě ve světě. Je jedinou univerzitou v České republice nabízející studijní program veterinární medicíny. V areálu univerzity se nachází specializované kliniky pro malá zvířata, ptáky a exotická zvířata, koně, přežvýkavce a prasata, školní jatky, další ústavy preklinických disciplín a knihovna.

## Historie univerzity
Veterinární univerzita Brno byla zřízena 12. prosince 1918 zákonem č. 76/1918 Sb. z. a n., o zřízení československé státní Vysoké školy zvěrolékařské v Brně (podle svého statutu, studijního a zkušebního řádu „vysoké školy veterinární v Brně“). Byla první vysokou školou založenou nově vzniklou Československou republikou. Vznikla v prostorách tehdejších jezdeckých kasáren a zemské vychovatelny. Zakladatelem a prvním rektorem vysoké školy byl prof. MUDr. MVDr. h. c. Edward Babák. Vlastní výuka byla zahájena 17. listopadu 1919. Vládním nařízením z roku 1952 byla sice začleněna do Vysoké školy zemědělské v Brně, ale od roku 1969 byla opět osamostatněna, a to pod staronovým názvem Vysoká škola veterinární v Brně.
Z počátku se univerzita vyvíjela jako monofakultní vysoká škola zaměřená na veterinární lékařství (zvěrolékařství). V roce 1975 byly na vysoké škole zřízeny dva obory, a to obor všeobecné veterinární lékařství (později přejmenovaný na veterinární lékařství) a obor veterinární lékařství – hygiena potravin (později přejmenovaný na veterinární hygiena a ekologie). V roce 1990 vznikly na vysoké škole dvě fakulty – Fakulta všeobecného veterinárního lékařství (dnešní Fakulta veterinárního lékařství) zaměřená na veterinární lékařství a Fakulta veterinární hygieny a ekologie zaměřená na veterinární hygienu.
V roce 1991 vznikla třetí fakulta – Fakulta farmaceutická, zaměřená na farmacii. V souvislosti s tím se změnil název vysoké školy na Vysokou školu veterinární a farmaceutickou v Brně, roku 1995 byla přejmenována na Veterinární a farmaceutickou univerzitu Brno (VFU). K 30. červnu 2020 došlo ke zrušení Farmaceutické fakulty VFU, místo které 1. července 2020 vznikla, respektive byla obnovena Farmaceutická fakulta Masarykovy univerzity, jež převzala zaměstnance a studenty fakulty VFU. Nadále sídlí v areálu VETUNI (nová zkratka Veterinární univerzity), do budoucna počítá Masarykova univerzita s jejím přesunem do Univerzitního kampusu Bohunice. V souvislosti s tímto krokem byl název školy od 1. dubna 2021 změněn na Veterinární univerzita Brno.

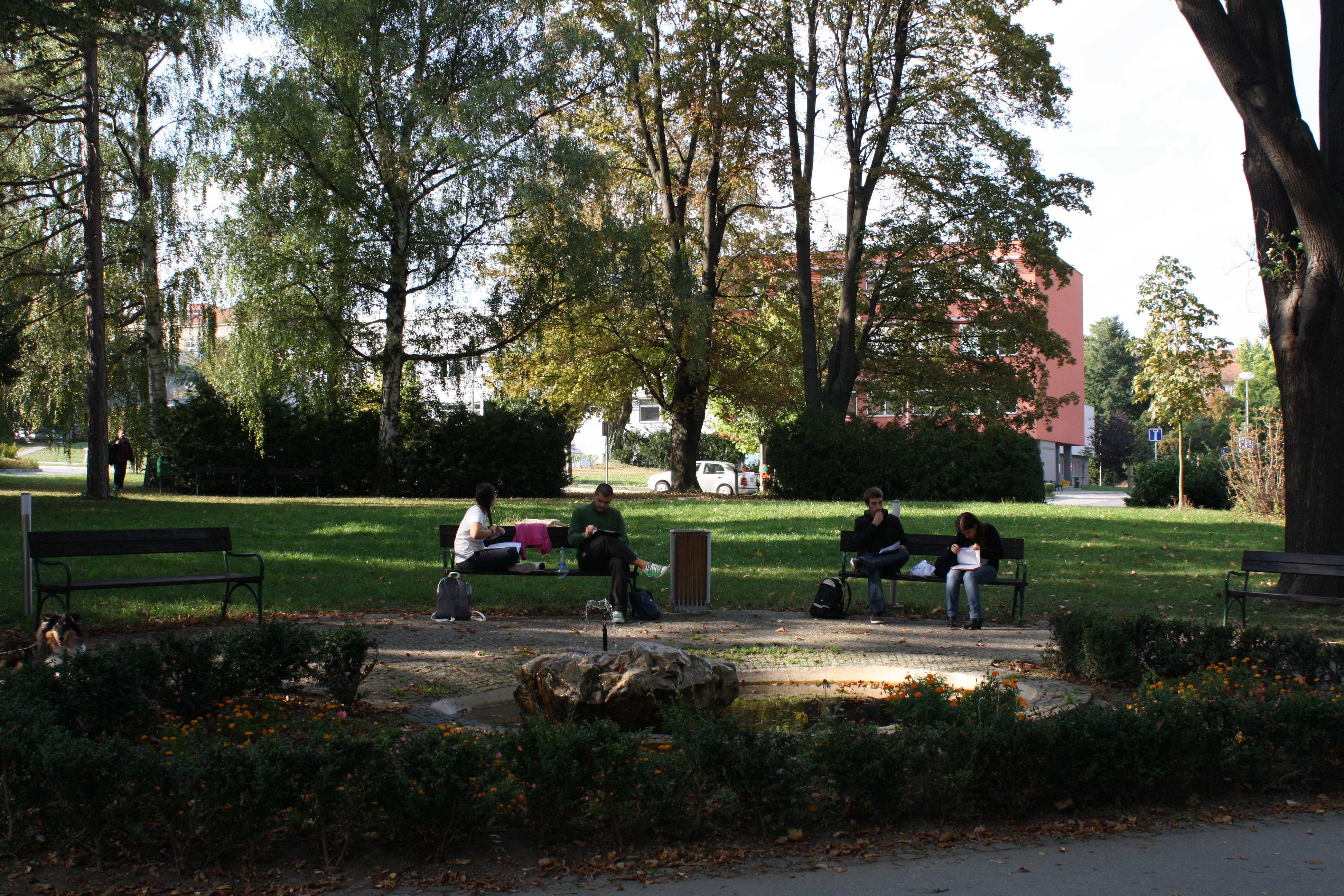
V centrálním parku tráví studenti volné chvíle

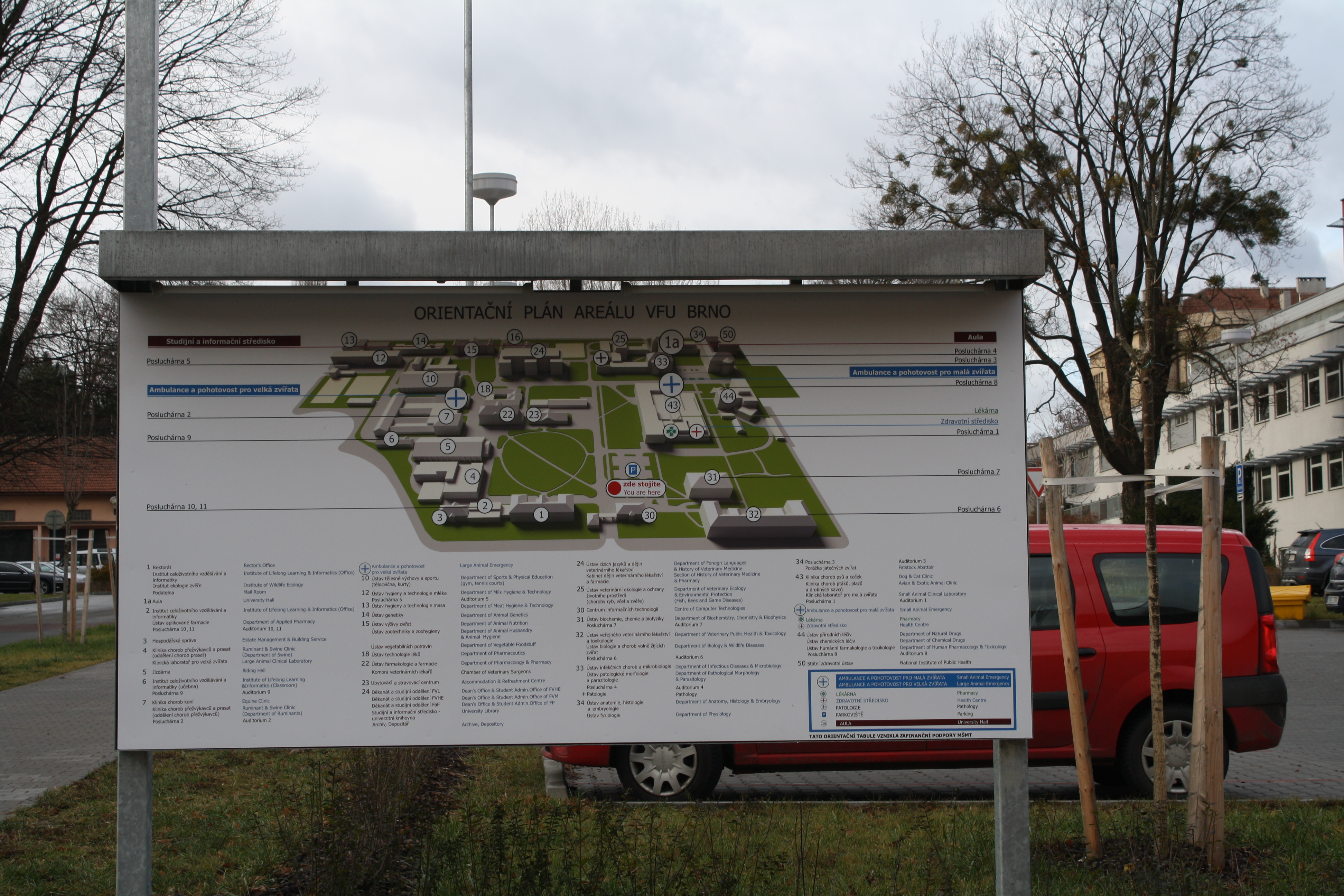
Informační tabule s mapou areálu univerzity

## Umístění a areál univerzity
Veterinární univerzita Brno je jedinou univerzitou v České republice zaměřenou na veterinární lékařství, veterinární hygienu a ekologii. Je lokalizována v městě Brně, v městské části Brno – Královo Pole. Univerzita je umístěna v kampusu, kde jsou propojeny budovy s charakterem staveb z doby 19. století s moderními objekty. Atmosféru areálu univerzity doplňuje centrální park se vzrostlými stromy. V areálu univerzity se nachází také skleník, botanická zahrada a některé vzácné nebo zajímavé dřeviny, např. platan javorolistý nebo majestátní buk lesní, který získal ocenění v soutěži o nejpohlednější strom města Brna.

## Organizace univerzity
Veterinární univerzitu Brno řídí rektor. Rektora zastupují tři prorektoři – prorektor pro vzdělávání, prorektor pro vědu, výzkum a zahraniční vztahy a prorektor pro rozvoj a výstavbu VETUNI, styk s praxí a vysokoškolským zemědělským podnikem. Hospodářský a správní chod univerzity řídí kvestor. Samosprávná činnost je realizována na univerzitě prostřednictvím Akademického senátu univerzity. Na univerzitě působí Správní rada VETUNI. Problematika vzdělávací a vědecké činnosti je projednávána ve Vědecké radě univerzity. Univerzita se člení na rektorát, zahrnující další pracoviště, a dvě fakulty – Fakultu veterinárního lékařství a Fakultu veterinární hygieny a ekologie.

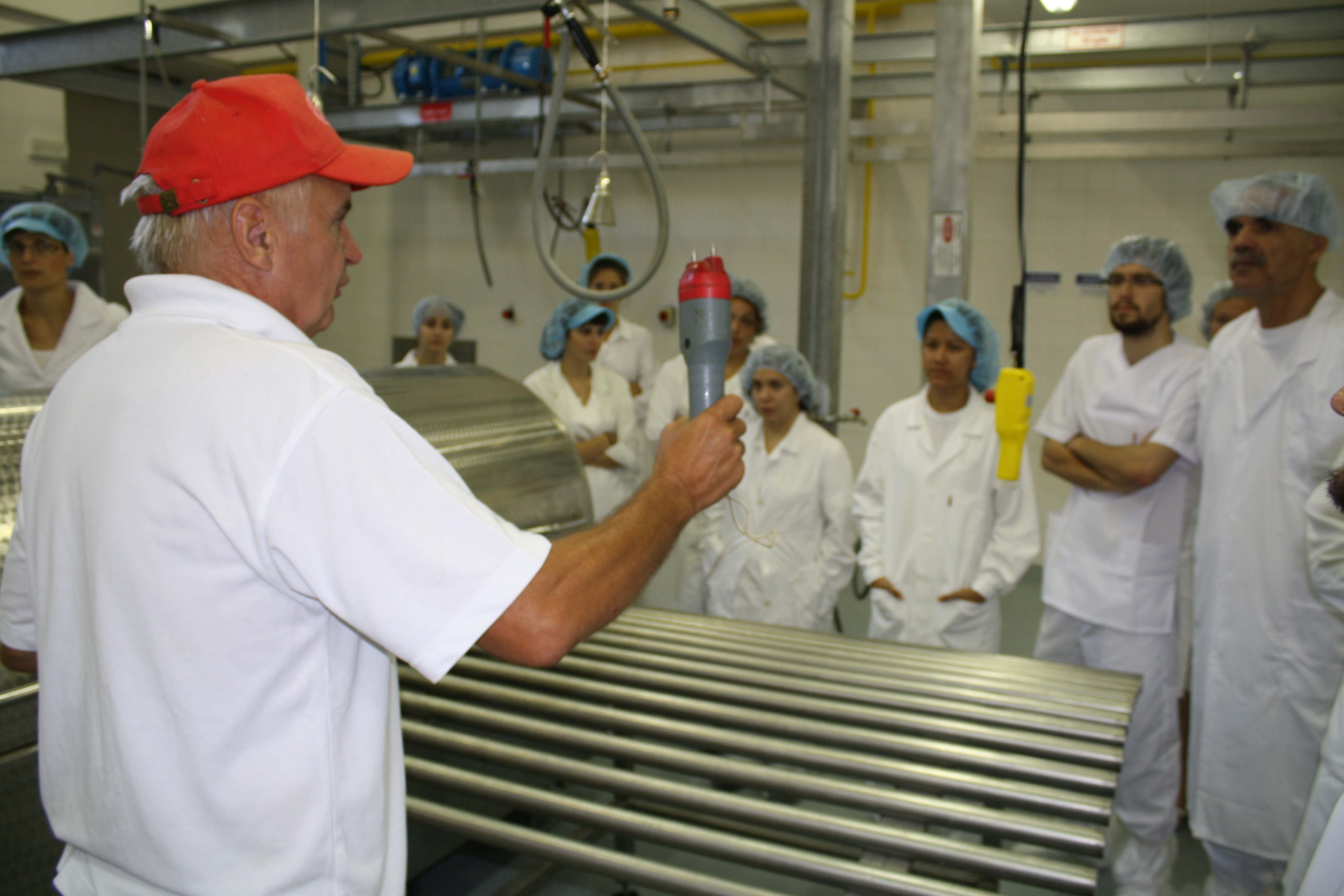
Součástí studia FVHE jsou i praktická cvičení

## Fakulty

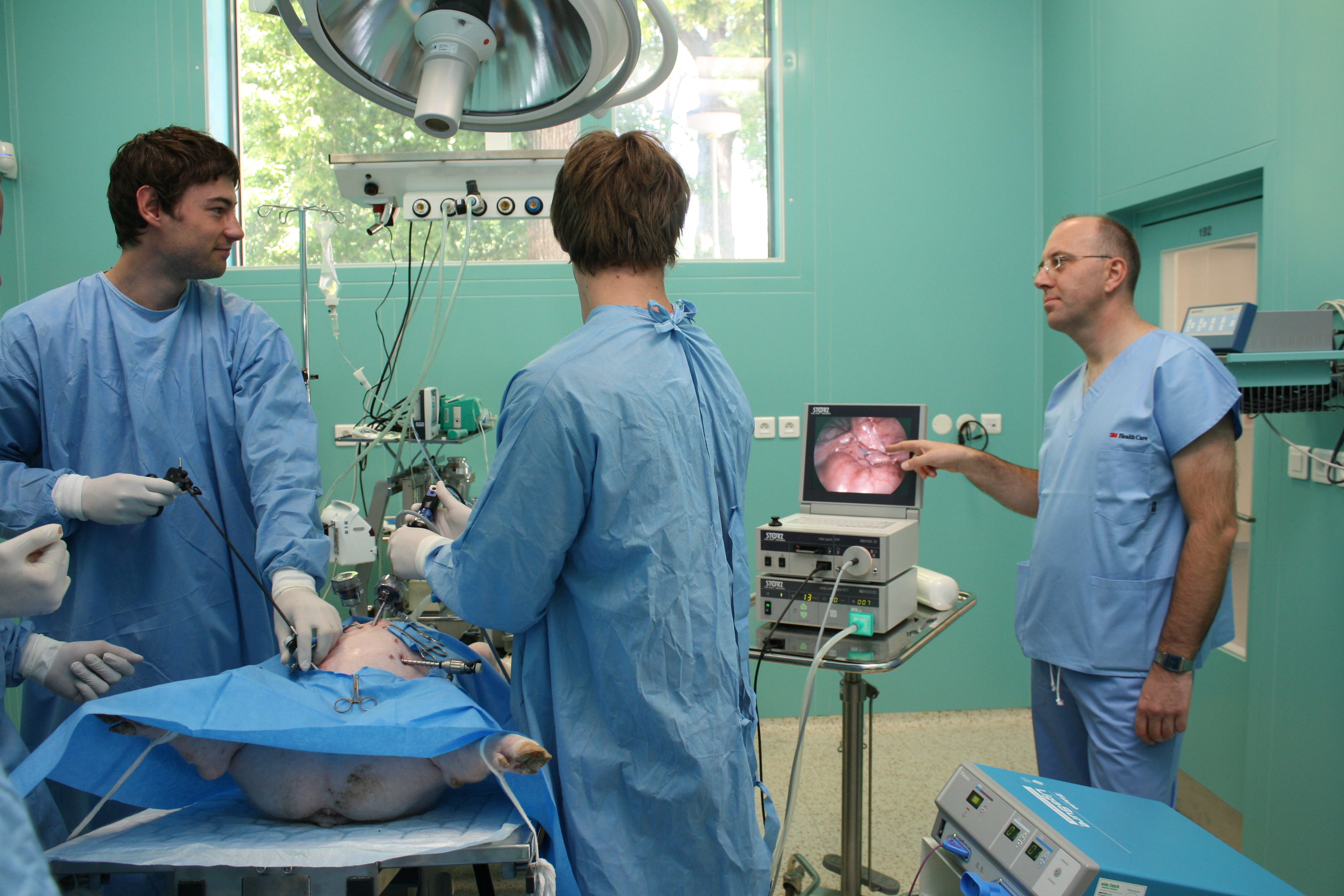
Studenti FVL se učí endoskopické metody

- Fakulta veterinárního lékařství (FVL) je jednou ze dvou fakult Veterinární univerzity Brno. Pokračuje v tradici Vysoké školy zvěrolékařské, která vznikla v roce 1918. Je to jediná fakulta, na které lze studovat veterinární lékařství v České republice.[zdroj?]

FVL uskutečňuje univerzitní vzdělávání, výzkum i odbornou činnost zaměřenou zejména na klinickou veterinární medicínu. Fakulta se organizačně člení na děkanát, sekce s jednotlivými klinikami a ústavy a účelové zařízení fakulty.
- Fakulta veterinární hygieny a ekologie (FVHE) vznikla v roce 1990 vyčleněním oboru veterinární hygiena tehdejší Vysoké školy veterinární.

Fakulta veterinární hygieny a ekologie uskutečňuje univerzitní vzdělávání, výzkum i odbornou činnost zaměřenou zejména na veterinární hygienu a bezpečnost a kvalitu potravin. Fakulta se organizačně člení na děkanát, sekce s jednotlivými ústavy a účelové zařízení fakulty. Studium oboru veterinární hygiena a ekologie na této fakultě je de iure plnohodnotným veterinárním vzděláním, absolvent je kompetentní pracovat jako veterinární lékař. Překážkou výkonu iniciální praxe u zkušenějšího veterinárního lékaře může být nižší rozsah klinické výuky.[zdroj?]

### Bývalé fakulty

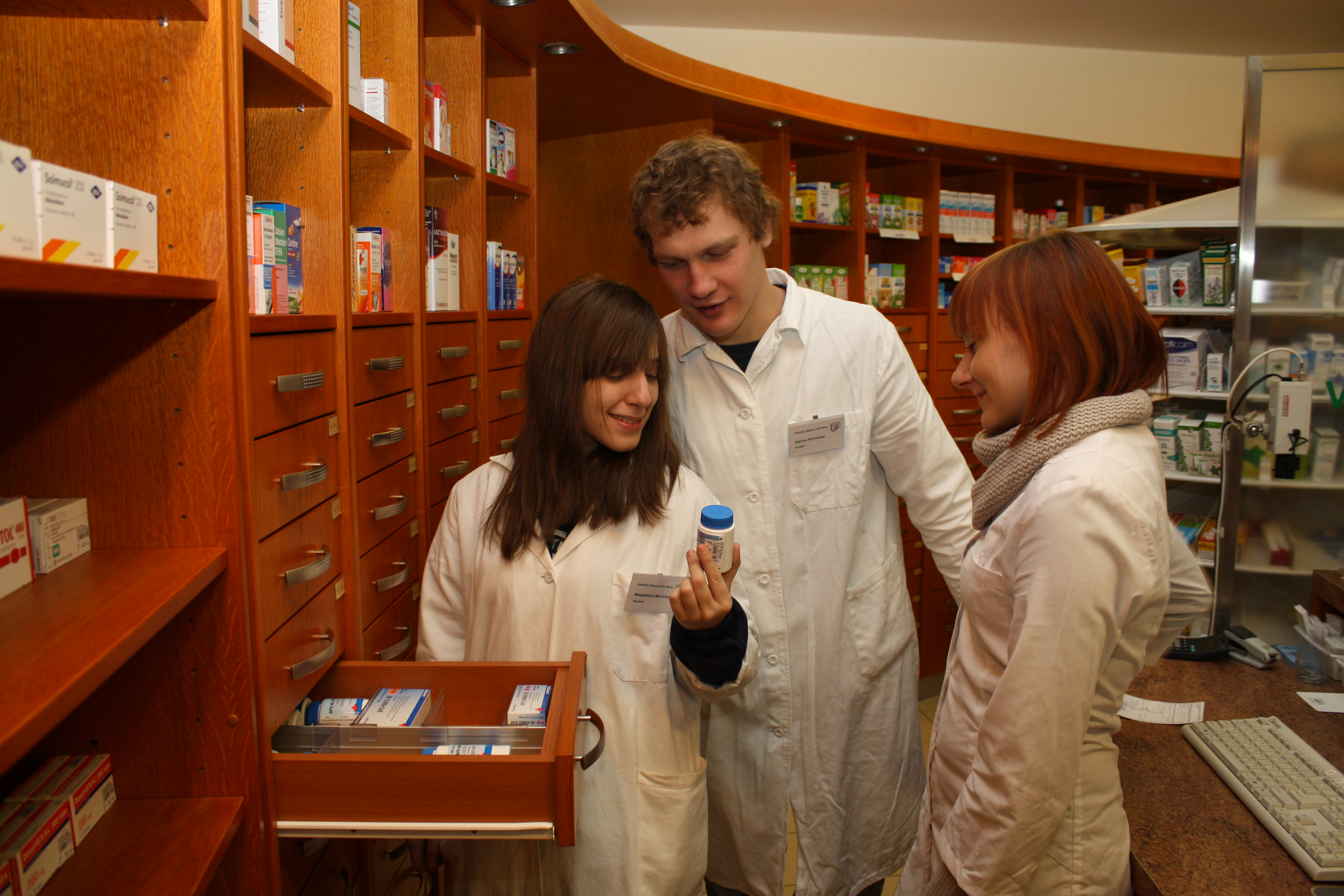
Výukové lékárenské pracoviště Farmaceutické univerzity

- Farmaceutická fakulta (FaF) vznikla v roce 1991 a uskutečňovala univerzitní vzdělávání, výzkum i odbornou činnost zaměřenou na oblast farmacie. Navázala na výuku farmacie na Masarykově univerzitě v letech 1945–1960. Farmacie tehdy nejprve byla vyučována na přírodovědecké fakultě, v roce 1952 vznikla samostatná farmaceutická fakulta, která byla v roce 1960 sloučena s Farmaceutickou fakultou Komenského univerzity v Bratislavě. FaF VFU existovala do roku 2020, kdy po dohodě s Masarykovou univerzitou byla obnovena Farmaceutická fakulta Masarykovy univerzity, jež převzala zaměstnance a studenty farmaceutického studia z VFU.

## Studium na univerzitě

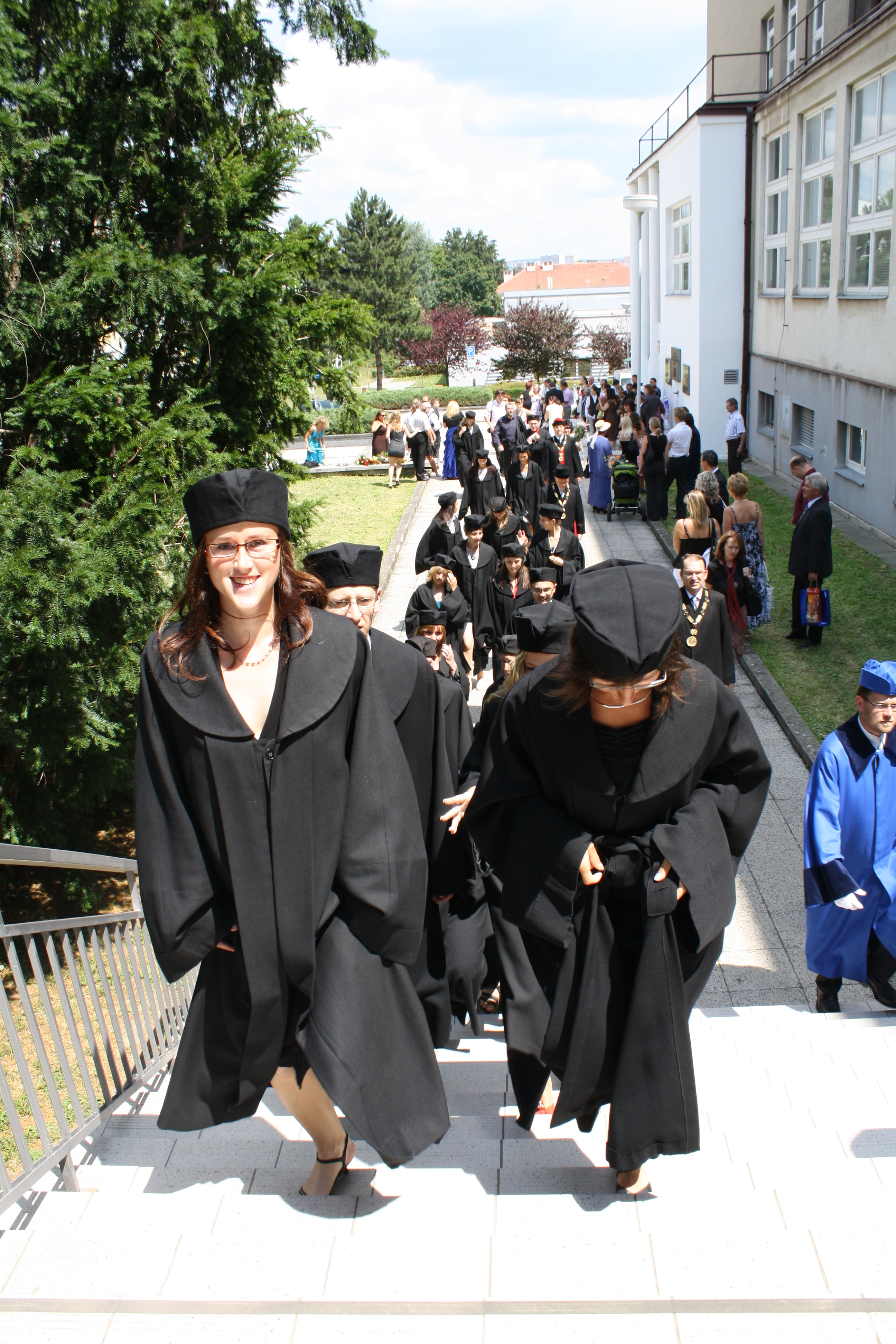
Promoce

Výuka na univerzitě je organizována na principu kreditního systému (ECTS – European Credit Transfer System). Uskutečňuje se formou přednášek, seminářů, praktických cvičení, laboratorních cvičení, formou výuky na klinikách, v masné, rybí a mlékařské dílně, ve specializovaných laboratořích, dále formou praktické výuky na školním zemědělském statku, v podnicích a v praxi, formou stáží na ústavech a klinikách univerzity a formou stáží u veterinárních lékařů, u veterinárních organizací, v lékárnách a dalších institucích, umožňujících získání praktické dovednosti studentů ve studovaných oborech. Důraz je kladen na praktickou výuku vedoucí k získání profesních dovedností studentů využitelných k provozování profese od prvého dne po absolvování studijního programu. K výuce jsou využívány tradiční výukové postupy, výuka je podporována multimediálními prostředky zejména při přednáškách a seminární výuce, při praktické výuce jsou však zachovávány potřebné tradiční přístupy konkrétní práce v laboratořích, práce s biologickým materiálem, práce se zvířaty, práce v pitevnách, práce v ordinacích a veterinární činnost ve veterinární praxi a lékárenská činnost v lékárnách.
Studium je zakončeno promocí absolventů. Tradiční akademický obřad slavnostních promocí se koná v aule univerzity za přítomnosti akademických funkcionářů univerzity i fakult a rodinných příslušníků. Absolventi při promoci skládají slavnostní slib a je jim předán diplom o získaném vzdělání a akademickém titulu a dvojjazyčný dodatek k diplomu osvědčující průběh studia podporující uplatnění absolventů v zahraničí, diploma supplement.
Univerzita poskytuje i zpoplatněné studijní programy v angličtině pro zahraniční studenty.

### Stipendijní program na univerzitě

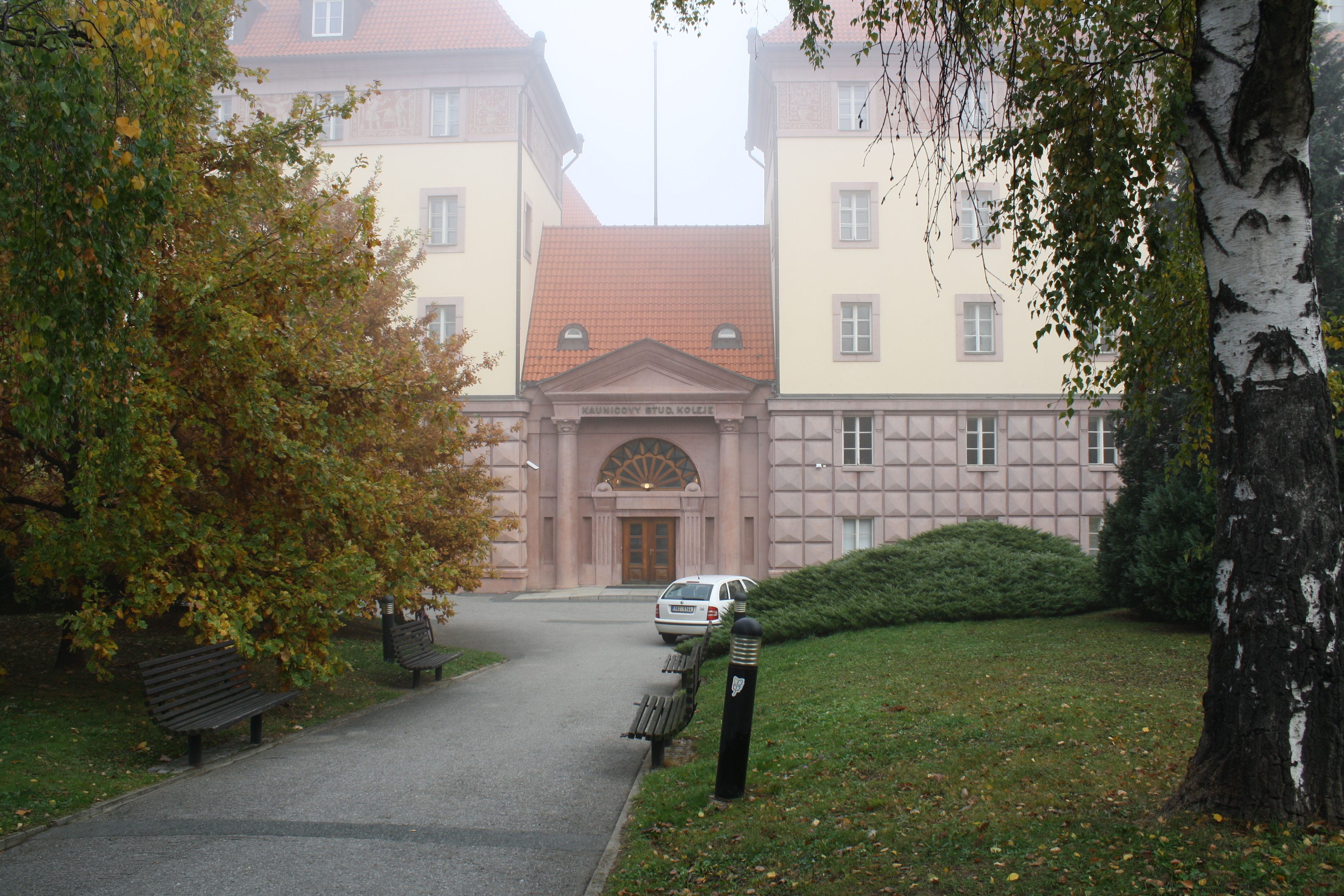
Kaunicovy studentské koleje

Na univerzitě je rozvíjen program péče o studenty. Součástí těchto aktivit je stipendijní program. Zahrnuje stipendia prospěchová, za vynikající vědecké, výzkumné, vývojové anebo další tvůrčí výsledky, ubytovací a sociální stipendia, zvláštní stipendia, např. za mimořádné výsledky při sportovní reprezentaci nebo stipendia na podporu studentských mobilit. Studentům doktorských studijních programů jsou vyplácena doktorská stipendia.

### Ubytování studentů
Studenti Veterinární univerzity jsou ubytováváni v areálu Kaunicových studentských kolejí, které škola získala v roce 1999 od Vysokého učení technického (VUT), a na Listových kolejích (Kounicova 46/48), které patří VUT.

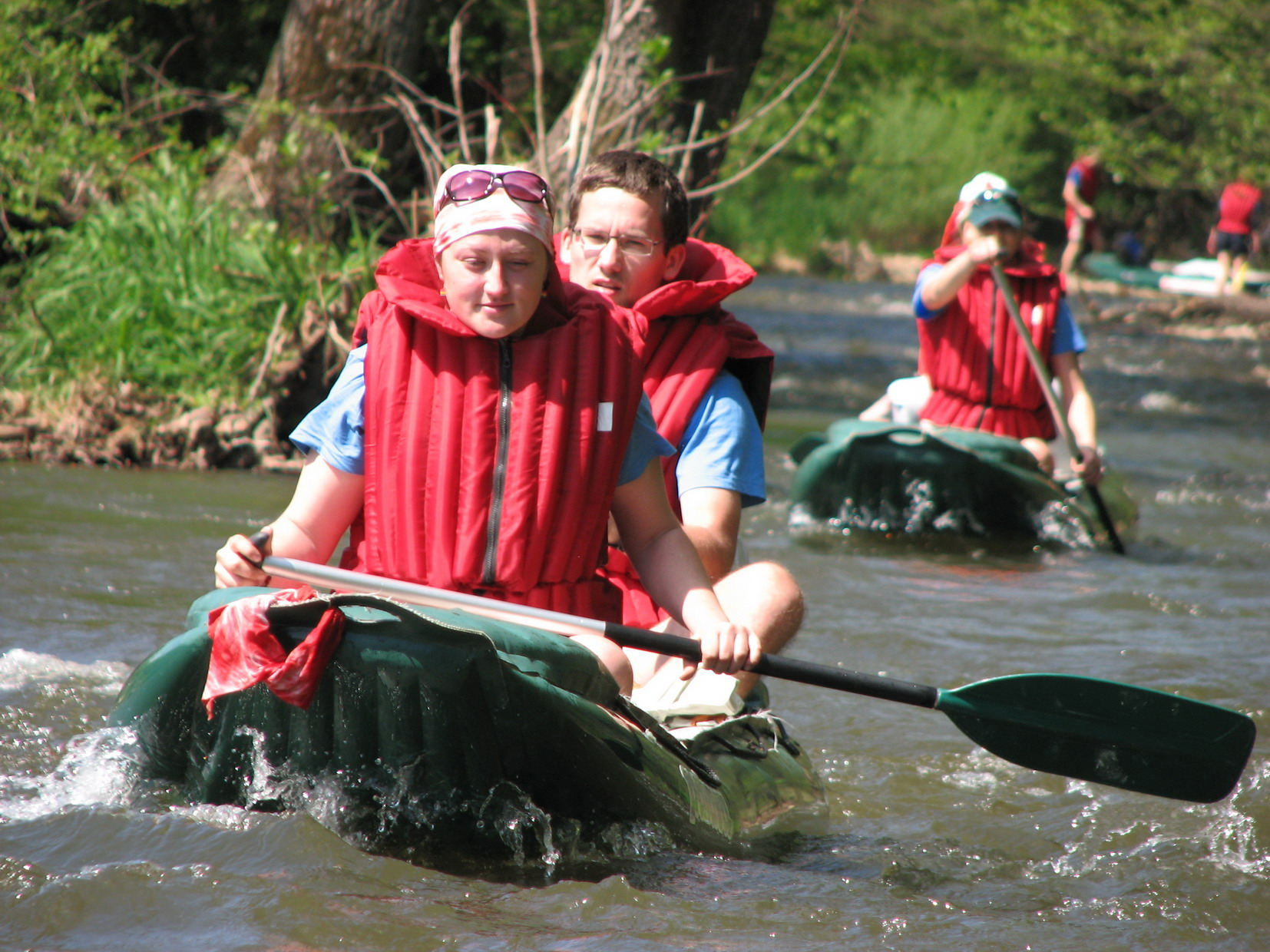
Sportovní kroužek VETUNI se věnuje řadě aktivit

## Sportovní činnost na univerzitě
Sportovní aktivity studentů jsou organizovány Ústavem tělesné výchovy a sportu. Univerzita disponuje unikátní sportovní halou s neobvykle velkou parketovou plochou, a dalšími sportovišti v areálu univerzity. Je organizováno množství sportovních akcí, turnajů, soutěží a turistických aktivit, v nichž své sportovní vyžití nacházejí studenti, učitelé i zaměstnanci vysoké školy i další zájemci o sport.

## Celoživotní vzdělávání
Významnou součástí univerzitní činnosti je celoživotní vzdělávání. Toto studium na Veterinární univerzitě Brno zahrnuje profesní vzdělávání k získání atestace I. stupně a atestace II. stupně pro úřední veterinární lékaře, dále vzdělávání k získání způsobilosti podle některých zákonů, zejména k provádění auditů potravinářských podniků, k provádění dozoru nad ochranou zvířat, k provádění pokusů na zvířatech, k získání oprávnění k přepravě zvířat a další. Celoživotní vzdělávání zahrnuje dále odborné kurzy a semináře pro zájemce z profese i veřejnost. Zvláštní formou celoživotního vzdělávání je výuka v rámci tzv. Univerzity třetího věku, která je určena především seniorům a uskutečňuje se v tématech Člověk a zvíře, Člověk a zdravé potraviny, Zdraví a léky a Farmacie a veterinární medicína v ČR a EU. O celoživotní vzdělávání na univerzitě je velký zájem a studium je zakončeno zpravidla osvědčením o absolvování tohoto vzdělávání.

## Zahraniční pobyty studentů a učitelů a mezinárodní aktivity univerzity
Univerzita je otevřena získávání mezinárodních zkušeností, podporuje výměnné pobyty studentů i učitelů v rámci mezinárodních projektů Erasmus, Life Long Learning, nebo na základě dvoustranných smluv, případně formou freemovers. Studenti i učitelé univerzity absolvují krátkodobé i dlouhodobé pobyty na univerzitních pracovištích v Evropě a nově i ve Spojených státech amerických. Program mobilit podporuje aktivní členství univerzity v rozhodujících organizacích Evropy, které ovlivňují veterinární vzdělávání v Evropě, a to zejména Evropské asociaci univerzit (EUA), v Evropské síti univerzit pro celoživotní vzdělávání (EUCEN), v Evropské asociaci veterinárních fakult a univerzit (EAEVE), ve Středoevropské asociaci veterinárních fakult Vetnest (VETNEST), ve Federaci veterinárních lékařů Evropy (FVE) a v Unii veterinárních hygieniků Evropy (UEVH). Mobilitu podporuje také množství dvoustranných smluv se zahraničními pracovišti o vzájemné spolupráci a řada dalších cílených smluv.

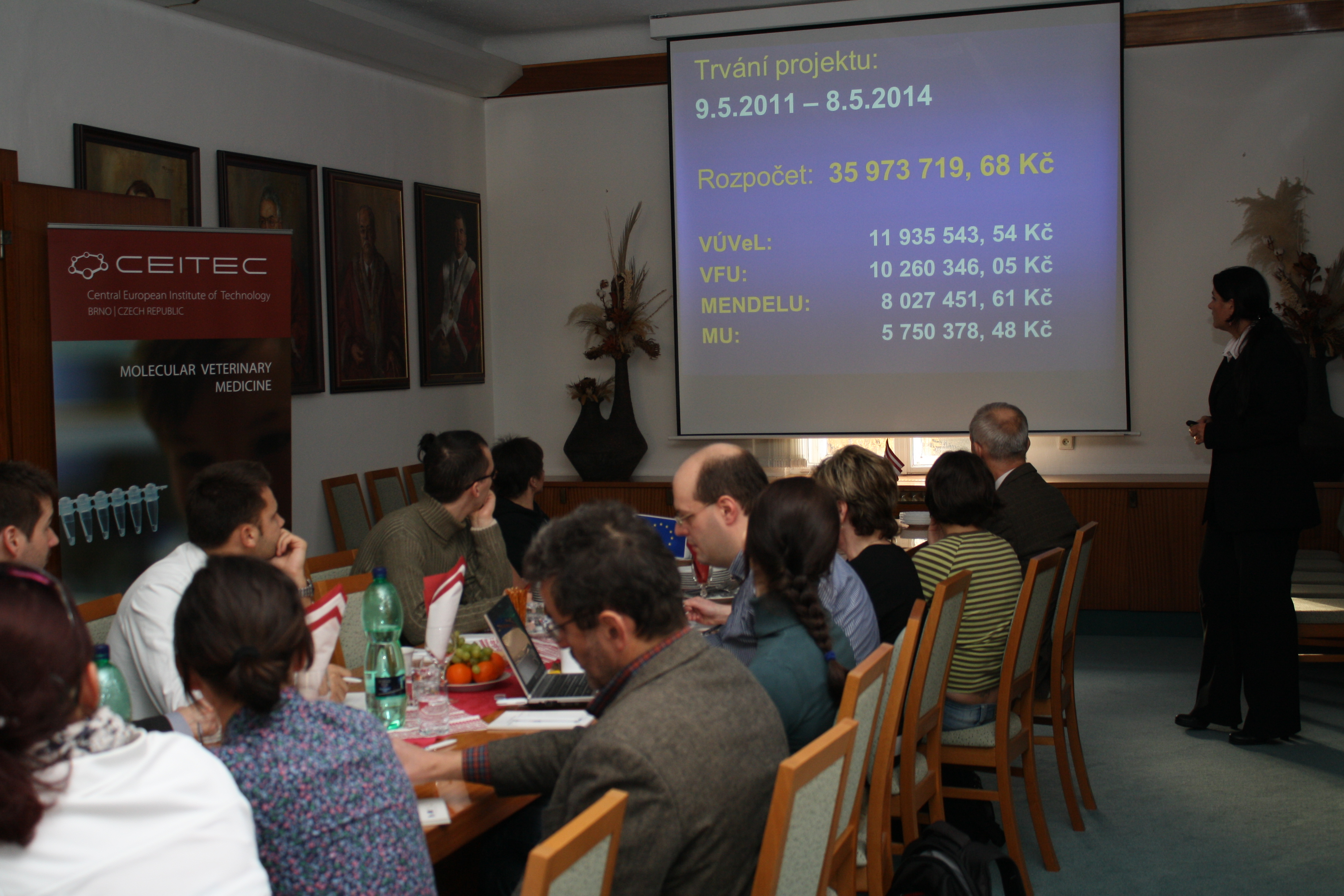
Univerzita je zapojena do významného výzkumného projektu centra excelence CEITEC

## Vědecká a výzkumná činnost
Součástí života univerzity je vědecká, výzkumná a tvůrčí činnost. Prostředky na tuto činnost jsou získávány zpravidla z externích zdrojů v soutěži s jinými uchazeči. Nejvýznamnější zdroje finančních prostředků jsou prostředky výzkumných záměrů, národního programu výzkumu, granty grantových agentur, prostředky institucionálního a specifického výzkumu, smluvního výzkumu s podniky a případně dalšími zadavateli a podíly na řešení mezinárodních projektů.
Univerzita je zapojena do významného výzkumného projektu centra excelence CEITEC, současně jsou pracoviště úspěšná v získávání finančních prostředků EU v projektech programů OP VK a OP VaVpI.

## Publikační činnost
Výsledky vědecké, výzkumné a tvůrčí činnosti fakulty se realizují zejména formou publikací, které jsou evidovány a následně prezentovány v ročním přehledu Seznam publikací (List of Publications). Za vědecky hodnotné jsou považovány ty publikace, jež byly zveřejněny v časopisech s impakt faktorem zahrnutých do světových databází vědeckých literárních zdrojů. V druhém desetiletí 21. století univerzita publikovala ročně přes 200 impaktovaných vědeckých publikací ve vědeckých časopisech. Akademičtí pracovníci se rovněž účastní vědeckých konferencí. Univerzita vydává také svůj vědecký časopis Acta Veterinaria Brno. Jedná se o impaktovaný časopis zaměřený na veterinární medicínu a jeho tradice sahá až do roku 1922.

## Zájmová činnost na univerzitě
V areálu univerzity našel své zázemí také kynologický klub, v němž uskutečňuje své kynologické zájmy řada studentů, a zároveň zde působí Myslivecký spolek VETUNI.

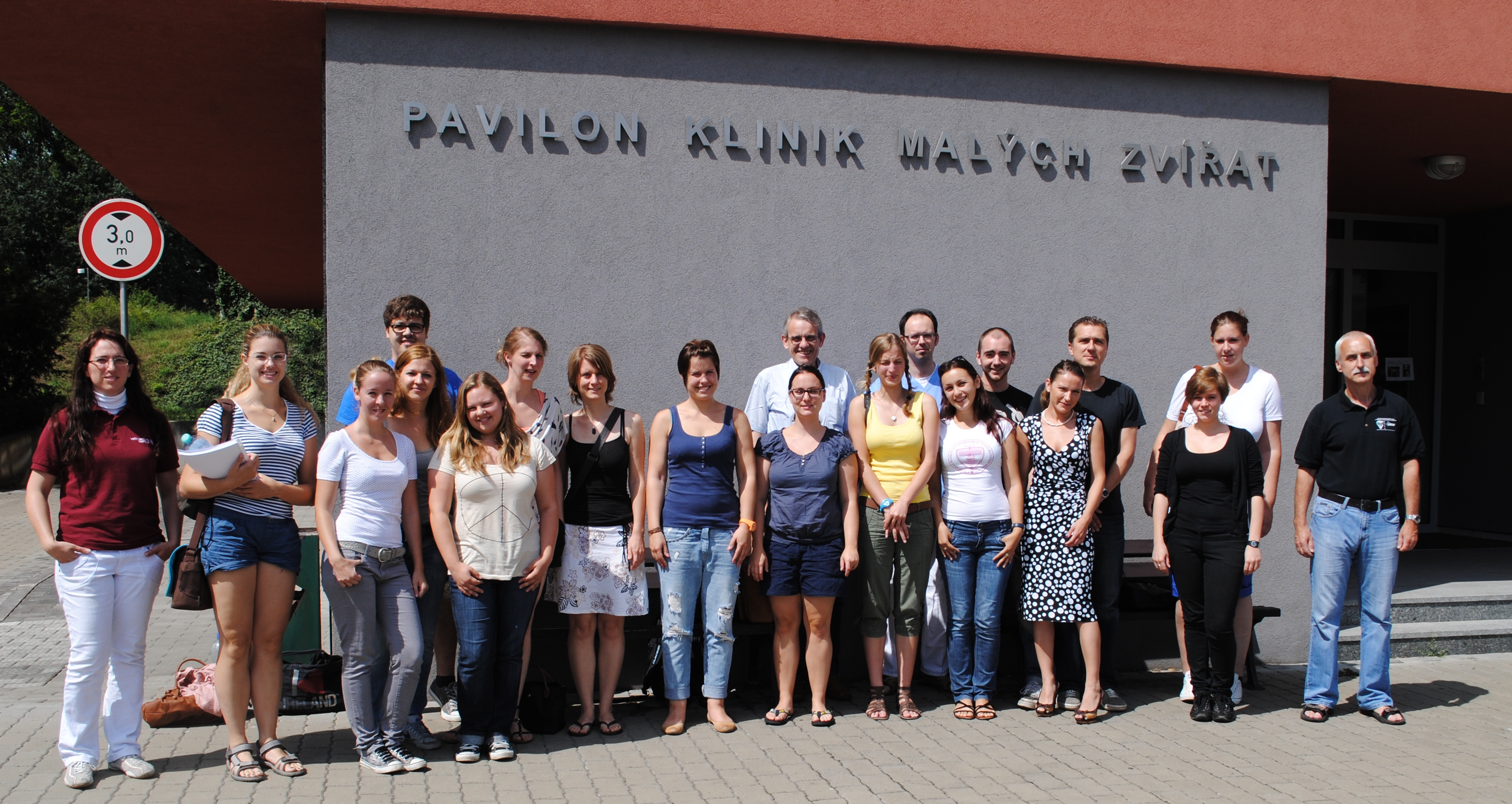
Letní škola exotické medicíny

## Konference a letní školy
Univerzita pořádá vědecká a odborná setkání, a to jak pro studenty, tak také pro vědecké a odborné pracovníky. Řada akcí má dlouhou tradici. Jimi jsou např. Lenfeldovy a Höklovy dny – konference o hygieně a technologii potravin (od roku 1967), konference Ochrana zvířat a welfare (od roku 1994), Kábrtovy dietetické dny (od roku 1995), Lukešův den (od roku 1995), Květinův den. Novou tradicí se staly letní školy pro zahraniční studenty – na Fakultě veterinárního lékařství je pořádána Letní škola exotické medicíny a chirurgie a Letní škola ortopedie malých zvířat. Fakulta veterinární hygieny a ekologie organizuje Letní školu hygieny potravin.

## Studentské organizace
Na univerzitě vyvíjí činnost studentská organizace IVSA (International Veterinary Student Association) a na kolejích Kolejní rada. Tyto organizace pořádají další aktivity, jejichž obsahem jsou společenské, kulturní a zájmové činnosti studentů, významně se studentské organizace podílejí na dalším vzdělávání studentů formou workshopů a mimořádných přednášek pozvaných odborníků a spolupracují s obdobnými zahraničními studentskými organizacemi. IVSA se spolupodílí na organizaci veterinárního plesu univerzity a vydává občasník Výfuk. Studentské organizace se podílejí na pořádání tradičního Majáles a akce „vítání prváků“.

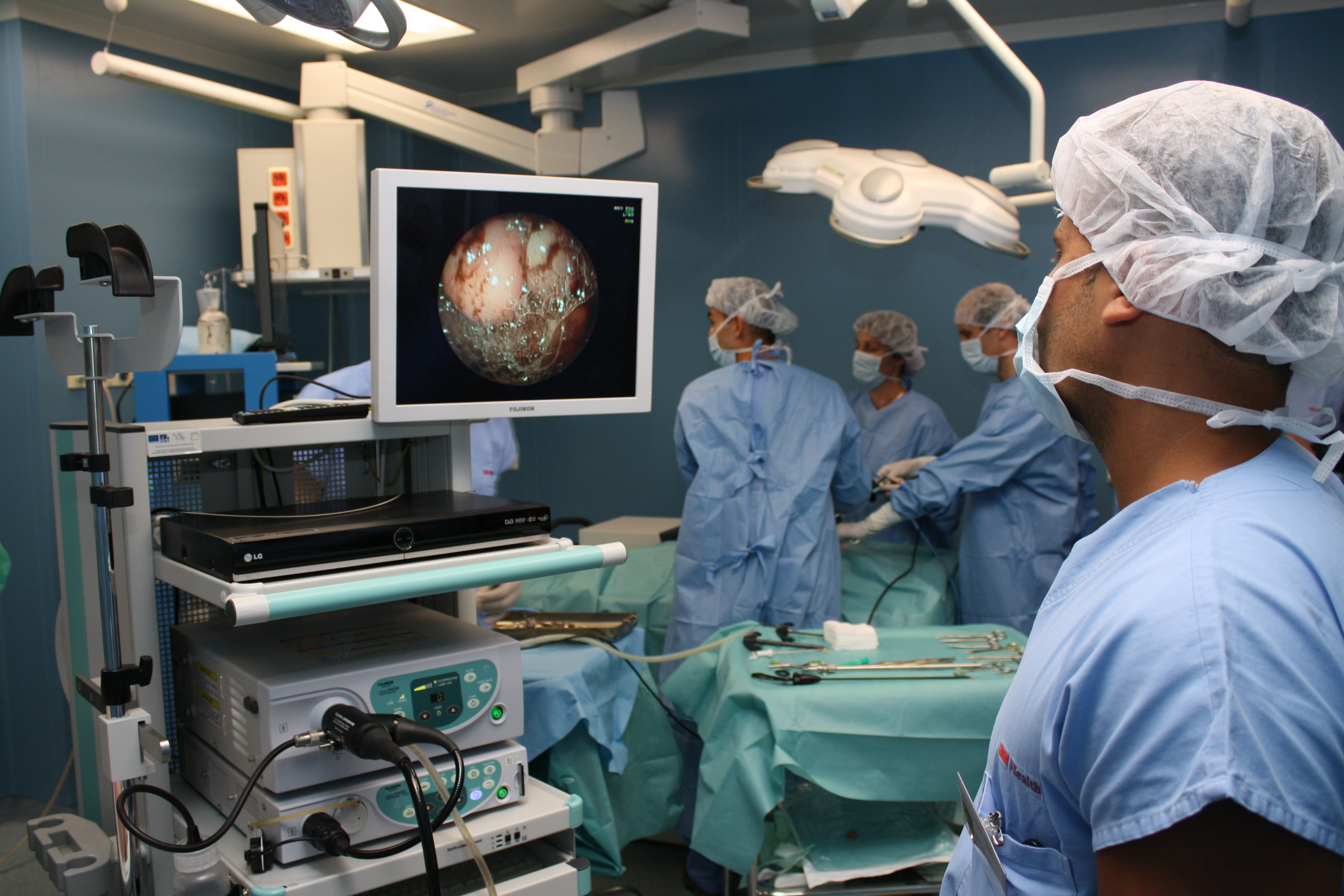
Klinická pracoviště poskytují veterinární péči 24 hodin denně

## Veterinární a klinická činnost
Univerzita v rámci své odborné činnosti zajišťuje placené veterinární služby a péči pro veřejnost. Klinická pracoviště poskytují veterinární péči 24 hodin denně a zahrnují péči ambulantní, hospitalizační i péči na jednotce intenzivní péče. Jedná se zejména o Kliniku chorob psů a koček, Kliniku chorob koní, Kliniku chorob přežvýkavců a prasat a Kliniku chorob ptáků, plazů a exotických zvířat. Na těchto klinikách se řeší množství výzkumných projektů a kliniky tak plní poslání nejen moderních provozních veterinárních pracovišť diagnostiky, terapie a prevence chorob hospodářských a zájmových zvířat, ale také poslání moderních výukových a výzkumných center. Univerzita také disponuje provozem pro patologické pitvy, které umožňuje přijímat kadavery a provádět pitvy uhynulých zvířat.

## Hygienická činnost na univerzitě
V areálu univerzity je umístěna také porážka jatečných zvířat. Součástí porážky jsou přiváděcí cesty pro zvířata, prostory porážení, další provozní prostory, chladicí a mrazicí zařízení a expedice. Slouží nejen pro výuku studentů, zejména prohlídky jatečných zvířat, ale také k výzkumným a provozním účelům.

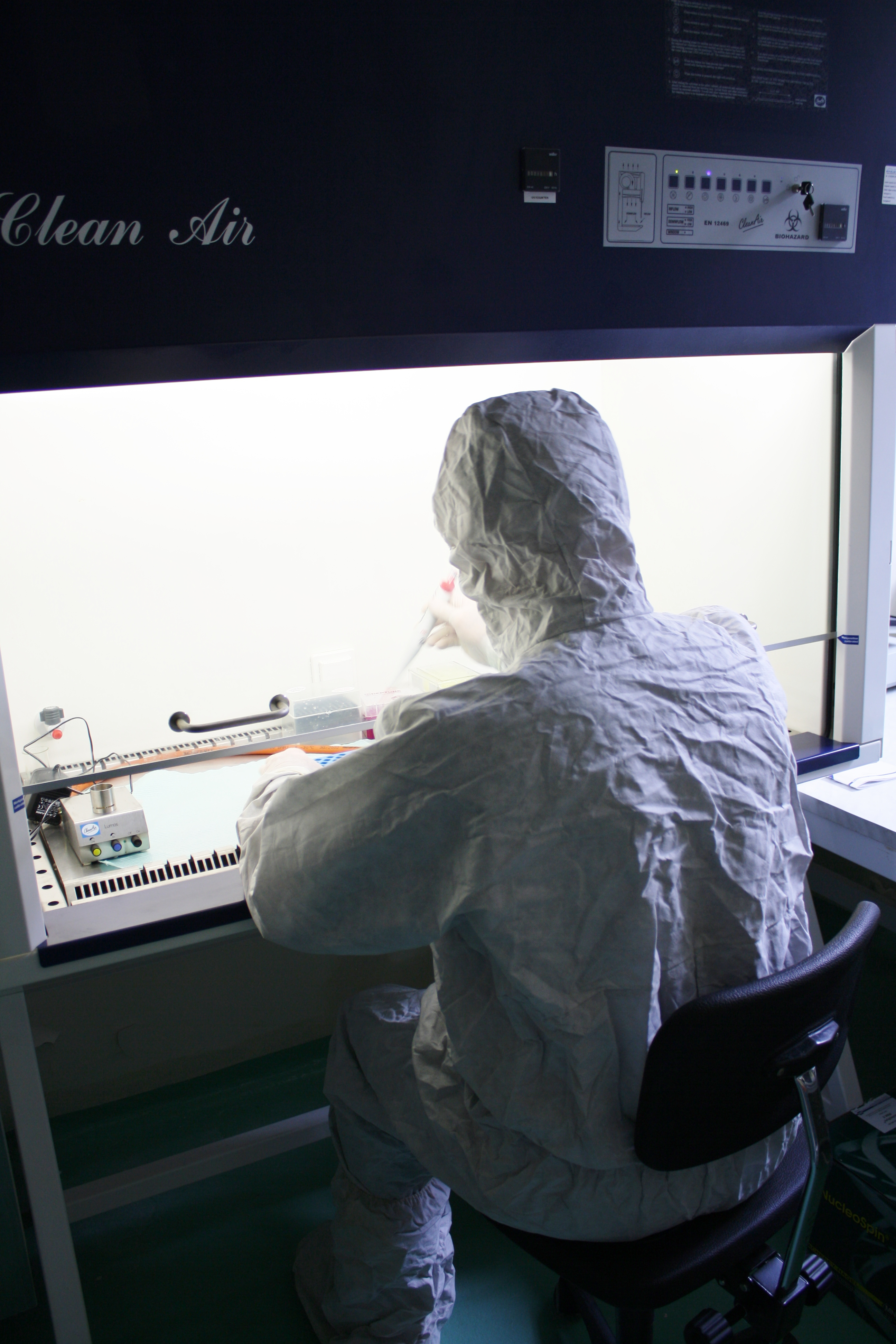
Na VETUNI jsou také pracoviště nakládající s vysoce rizikovými biologickými agens a toxiny

## Zvláštní pracoviště na univerzitě
Univerzita disponuje zvláštními pracovišti, jejichž činnost podléhá zvláštnímu režimu a jež ke své činnosti potřebují zvláštní povolení, jsou pod dohledem zvláštní komise a pod dozorem zvláštního úřadu státní správy, a to pracovištěm nakládajícím s vysoce rizikovými biologickými agens a toxiny, pracovišti využívajícími geneticky modifikované organismy, pracovištěm pro práci s radioizotopy, pracovišti využívajícími rentgenové přístroje, pracovišti s oprávněním k nakládání s některými návykovými látkami a pracovišti s oprávněním nakládat s nebezpečnými chemickými látkami. Univerzita má také akreditaci jako uživatelské zařízení pro provádění pokusů na zvířatech.

## Studijní a informační středisko
Na univerzitě je vytvořeno centrální Studijní a informační středisko, které zajišťuje přístup k tištěným i elektronickým informačním zdrojům. Středisko buduje knihovnu zaměřenou na veterinární lékařství, veterinární hygienu a ekologii a bezpečnost a kvalitu potravin. Spravuje přístup k profesním světovým literárním databázím nezbytným pro vzdělávání a výzkum v oborech univerzity.

## Centrum informačních technologií
Informační systémy a výpočetní techniku na univerzitě spravuje Centrum informačních technologií. Univerzita disponuje moderním počítačovým zázemím nejen pro zaměstnance, ale také pro studenty, včetně Wi-Fi pokrytí areálu. Univerzita provozuje a spravuje vlastní www stránky, studijní agendu, ekonomický systém a další systémy a aplikace nutné pro provoz univerzity.

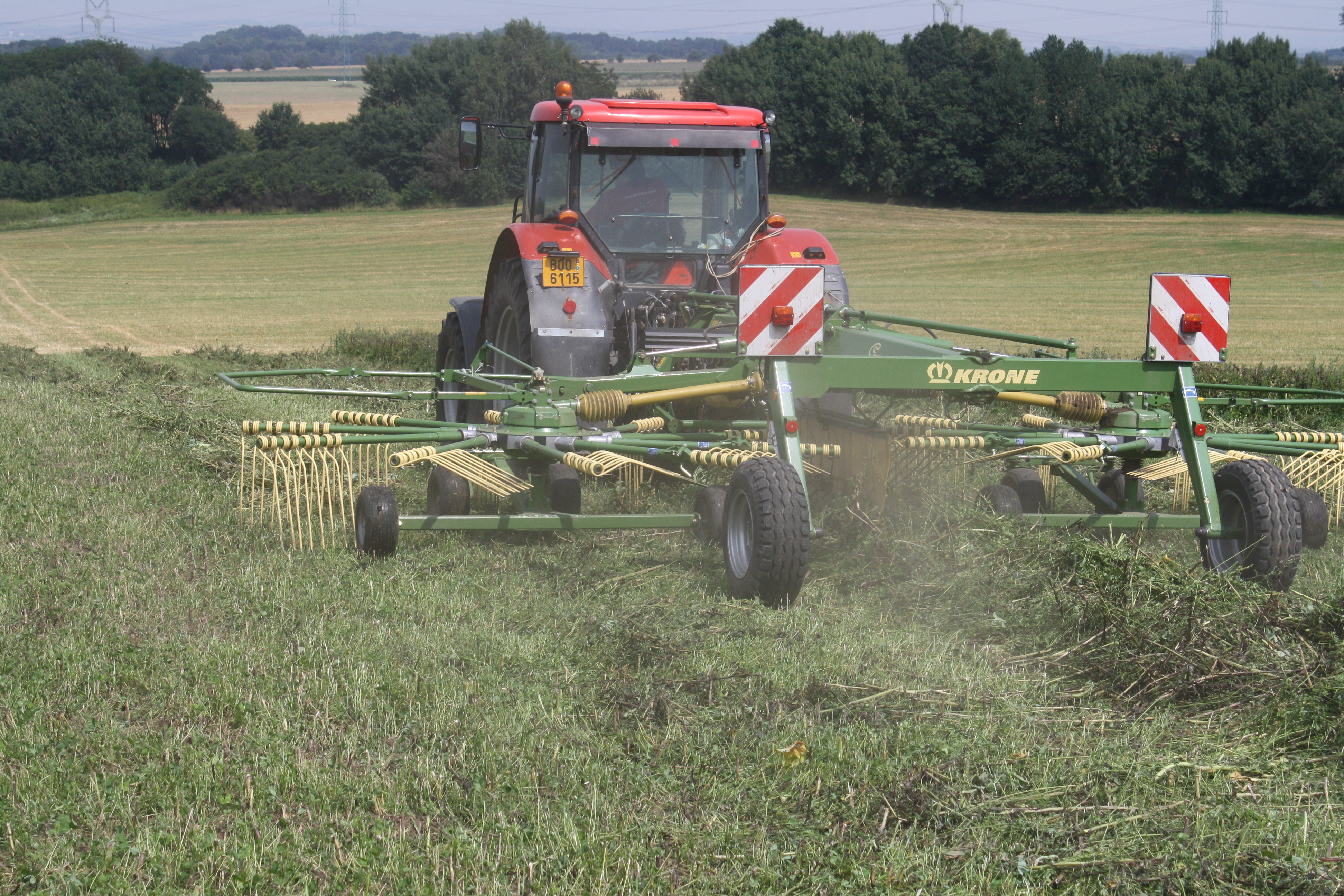
Součástí univerzity je Školní zemědělský podnik

## Školní zemědělský podnik
Součástí univerzity je Školní zemědělský podnik. Uskutečňuje svoji činnost na 3 176 ha v oblasti Kunína u Nového Jičína, a na 179 ha v oblasti Nového Dvora nedaleko Brna. Rostlinná výroba je zaměřena na pšenici, ječmen, kukuřici, řepku, hořčici, mák, hrách, jetel, trávy a víceleté pícniny. Živočišná výroba je zaměřena na skot a prasata všech kategorií. Součástí školního podniku je také obora s chovem daňků, bažantnice s odchovem bažantů a další pernaté zvěře a honitba převážně se srnčí zvěří. Každoročně je v podzimních měsících pořádán univerzitní hon na pernatou zvěř. Školní zemědělský podnik je významným zázemím pro uskutečňování praktické výuky studentů v oblasti veterinární péče o hospodářská zvířata.

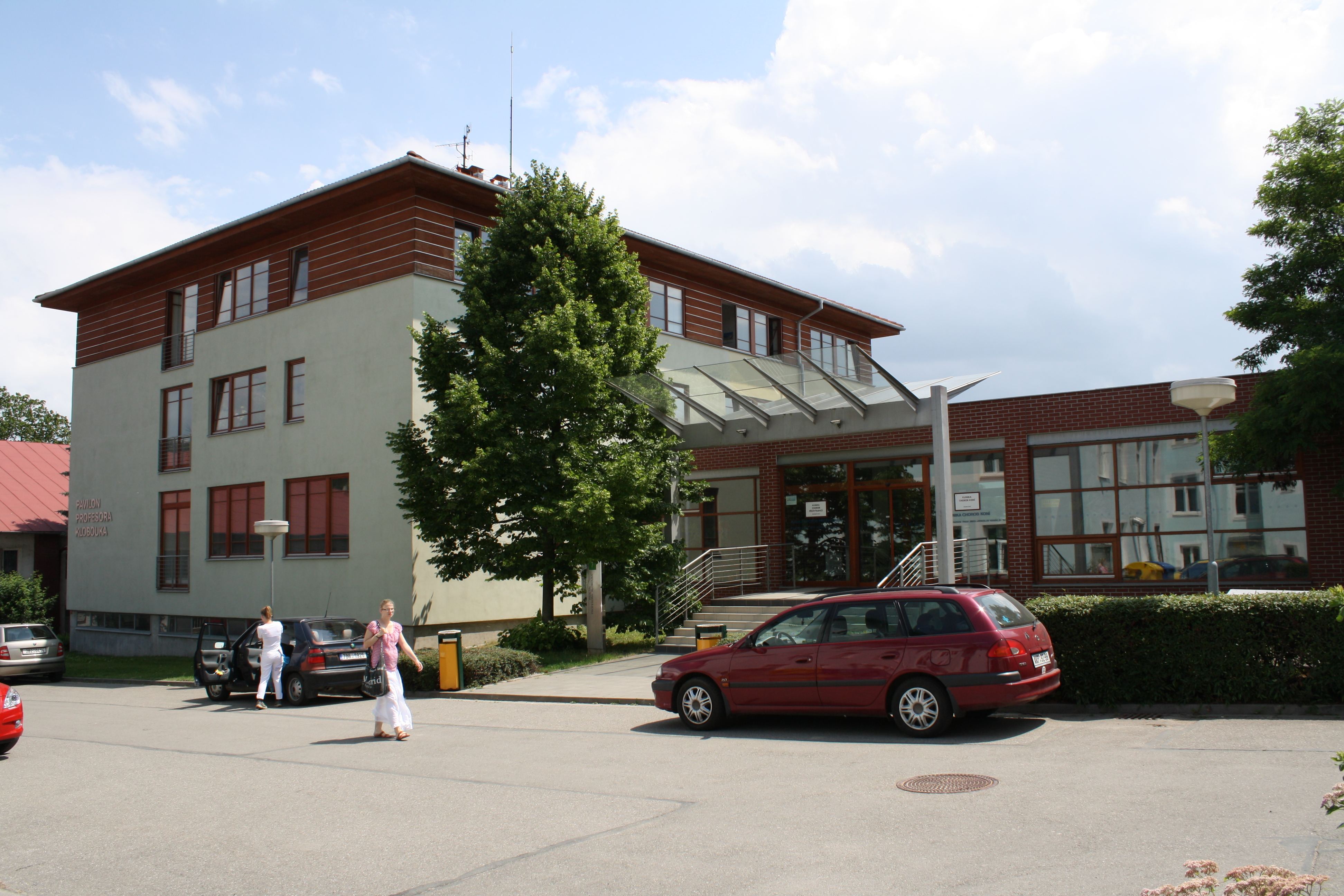
Pavilon prof. Klobouka

## Stavební modernizace univerzity
Veterinární univerzita se již od druhé poloviny 90. letech výrazně stavebně modernizovala. V období let 1996–2008 byly realizovány stavební aktivity jako výstavba Pavilonu klinik velkých zvířat, Pavilonu klinik malých zvířat, Pavilonu hygieny, Pavilonu farmacie I, rekonstrukce Pavilonu anatomie, histologie, embryologie a fyziologie, Ubytovacího a stravovacího centra, Malé jízdárny nebo zásadní rekonstrukce univerzitní auly. Kompletně byla zrekonstruována budova hlavní vrátnice včetně hlavního vjezdu, byla dokončena výstavba Pavilonu prof. Dražana (Klinika chorob přežvýkavců a prasat) a proběhla výstavba záchytného centrálního parkoviště. V březnu 2012 bylo otevřeno nové Studijní a informační centrum, ve kterém se nachází děkanáty obou fakult a jejich studijní oddělení, Ústav cizích jazyků a dějin veterinárního lékařství, knihovna a studijní zázemí počítačových a seminárních místností, v otevřeném volném prostoru v přízemí se nachází také kavárna. Do suterénu budovy byl umístěn univerzitní archiv. Součástí modernizace od roku 2012 byly také rekonstrukce Centra diagnostiky zoonóz, Centra pro ortopedickou diagnostiku a jízdárny pro koně i Pavilonu farmacie. Zázemí Farmaceutické fakulty rozšířila výstavba Pavilonu farmacie II dokončená v roce 2014.

## Zvláštnosti univerzity
Zvláštností univerzity je muzeum anatomie, muzeum patologické morfologie, Kabinet dějin veterinární medicíny a farmacie a profesní jedinečný archiv z oblasti veterinární medicíny, který uchovává nenahraditelné dokumenty z celé historie univerzity od roku 1918. Na univerzitě působí Klub dějin veterinární medicíny a farmacie, v němž se schází emeritní profesoři vysoké školy a pamětníci z univerzity i oboru. Tento klub pořádá celou řadu akcí, které připomínají historické momenty veterinární medicíny a farmacie. Univerzita již přes 40 let vydává každoročně tzv. zlaté diplomy absolventům po 50 letech od promoce, kdy se setkávají bývalí absolventi po půl století od ukončení studií. Zajímavostí univerzity je obrazová galerie představitelů vysoké školy od jejího založení po současnost, obrazy z oboru, sochy a plastiky, gobelín s profesní tematikou. Univerzita je také tradičním místem setkávání absolventů ve významných výročích od promoce.

## Časopisy univerzity

### Vita universitatis
Život univerzity je zaznamenáván v časopise Vita universitatis, který přináší informace o dění na univerzitě studentům, učitelům i odborné veřejnosti.

### Acta veterinaria Brno
Acta veterinaria Brno je impaktovaný časopis Veterinární univerzity Brno (impakt k 2016 = 0,442), který vychází v angličtině čtyřikrát do roka. Obsahuje vědecké články z oblasti veterinární medicíny.